# (204983) 1995 GV4
(204983) 1995 GV4 es un asteroide perteneciente al cinturón de asteroides, descubierto el 5 de abril de 1995 por el equipo del Spacewatch desde el Observatorio Nacional de Kitt Peak, Arizona, Estados Unidos.

## Designación y nombre
Designado provisionalmente como 1995 GV4.

## Características orbitales
1995 GV4 está situado a una distancia media del Sol de 2,319 ua, pudiendo alejarse hasta 2,706 ua y acercarse hasta 1,933 ua. Su excentricidad es 0,167 y la inclinación orbital 5,732 grados. Emplea 1290,12 días en completar una órbita alrededor del Sol.

## Características físicas
La magnitud absoluta de 1995 GV4 es 17,66.